# Puchar Ekstraklasy
La Coppa dell'Ekstraklasa (in polacco Puchar Ekstraklasy) era una competizione calcistica polacca riservata ai club di Ekstraklasa.

## Storia
Fu nel 1952 che la PZPN decise di organizzare una manifestazione per le 12 squadre che disputavano il campionato di I liga. Il Puchar Zlotu Młodych Przodowników, questo il nome della competizione, fu vinta dal Wawel Cracovia, ma in seguito venne declassata a manifestazione non ufficiale.
La prima edizione ufficiale si tenne perciò nel 1977, ma anche in questo caso non ebbe seguito. L'anno seguente, infatti, solo 11 delle 16 squadre di I liga si iscrissero, alle quali si aggiunsero quattro formazioni ungheresi, ragion per cui l'edizione 1978, vinta dal Górnik Zabrze, non viene considerata ufficiale.
Il Puchar Ekstraklasy vero e proprio è nato nel 2000 e si è svolto con regolarità per tre stagioni consecutive. Nel 2002 il torneo è stato di nuovo accantonato ed è tornato a svolgersi solo dopo 5 anni, nel 2007. Dopo tre stagioni la competizione è stata nuovamente sospesa per la mancanza di una sponsorizzazione.

## Albo d'oro
| Stagione | Campione         | Risultato        | Finalista      |
| -------- | ---------------- | ---------------- | -------------- |
| 1977     | Odra Opole       | 3 – 1            | Widzew Łódź    |
| 2000     | Polonia Varsavia | 2 – 1            | Legia Varsavia |
| 2001     | Wisła Cracovia   | 4 – 2 (3-0, 1-2) | Zagłębie Lubin |
| 2002     | Legia Varsavia   | 4 – 2 (3-0, 1-2) | Wisła Cracovia |
| 2007     | Dyskobolia       | 1 – 0            | GKS Bełchatów  |
| 2008     | Dyskobolia       | 4 – 1            | Legia Varsavia |
| 2009     | Śląsk Breslavia  | 1 – 0            | Odra           |

## Vittorie per squadra
| Squadra          | Vittorie | Finali perse |
| ---------------- | -------- | ------------ |
| Dyskobolia       | 2        | -            |
| Legia Varsavia   | 1        | 2            |
| Wisła Cracovia   | 1        | 1            |
| Polonia Varsavia | 1        | -            |
| Odra Opole       | 1        | -            |
| Śląsk Breslavia  | 1        | -            |
| GKS Bełchatów    | -        | 1            |
| Odra             | -        | 1            |
| Widzew Łódź      | -        | 1            |
| Zagłębie Lubin   | -        | 1            |